# Lasioglossum sitocleptum
Lasioglossum sitocleptum är en biart som först beskrevs av Jason Gibbs 2010. Den ingår i släktet smalbin och familjen vägbin. Arten finns i sydvästra Kanada.

## Beskrivning
Endast honan är beskriven. Huvudet, som är mycket stort och brett, samt mellankroppen är grönblåa. Övre delen av munskölden är svartbrun. Antennerna är mörkbruna med undersidan på de yttre lederna orangegula, medan benen är bruna med rödbruna fötter. Vingarna är halvgenomskinliga med mörkt gulbruna ribbor och mörkt rödbruna vingfästen. Bakkroppen är mörkbrun med segmentens bakkanter genomskinligt brungula. Behåringen är vitaktig och tämligen gles. Arten är liten, kroppslängden är 5,3 till 5,7 mm och en framvingelängd på 3,4 till 3,8 mm.

## Utbredning
Arten förekommer i ett relativt litet område i sydvästra Kanada, omfattande sydöstligaste Alberta och sysöstra Saskatchewan.

## Etymologi
Lasioglossum sitocleptum har fått sitt artepitet, sitocleptum, från grekiskans σιτος (sitos=mat) och κλεπτο (klepto=tjuv), vilket syftar på dess kleptoparasitiska levnadssätt.

## Ekologi
Biet är en prärieart som lever som en boparasit (närmast ett särfall av kleptoparasitism). Honan tränger in i andra solitära bins bon, lägger ett ägg i varje larvcell, varpå larven lever av den insamlade näringen efter det värdägget eller -larven dödats.